# Monte Paglietta
Il monte Paglietta (Mont Paglietta in francese) è una montagna di 2.472.9 m delle Alpi Pennine che si trova nella valle del Gran San Bernardo (Valle d'Aosta).

## Caratteristiche

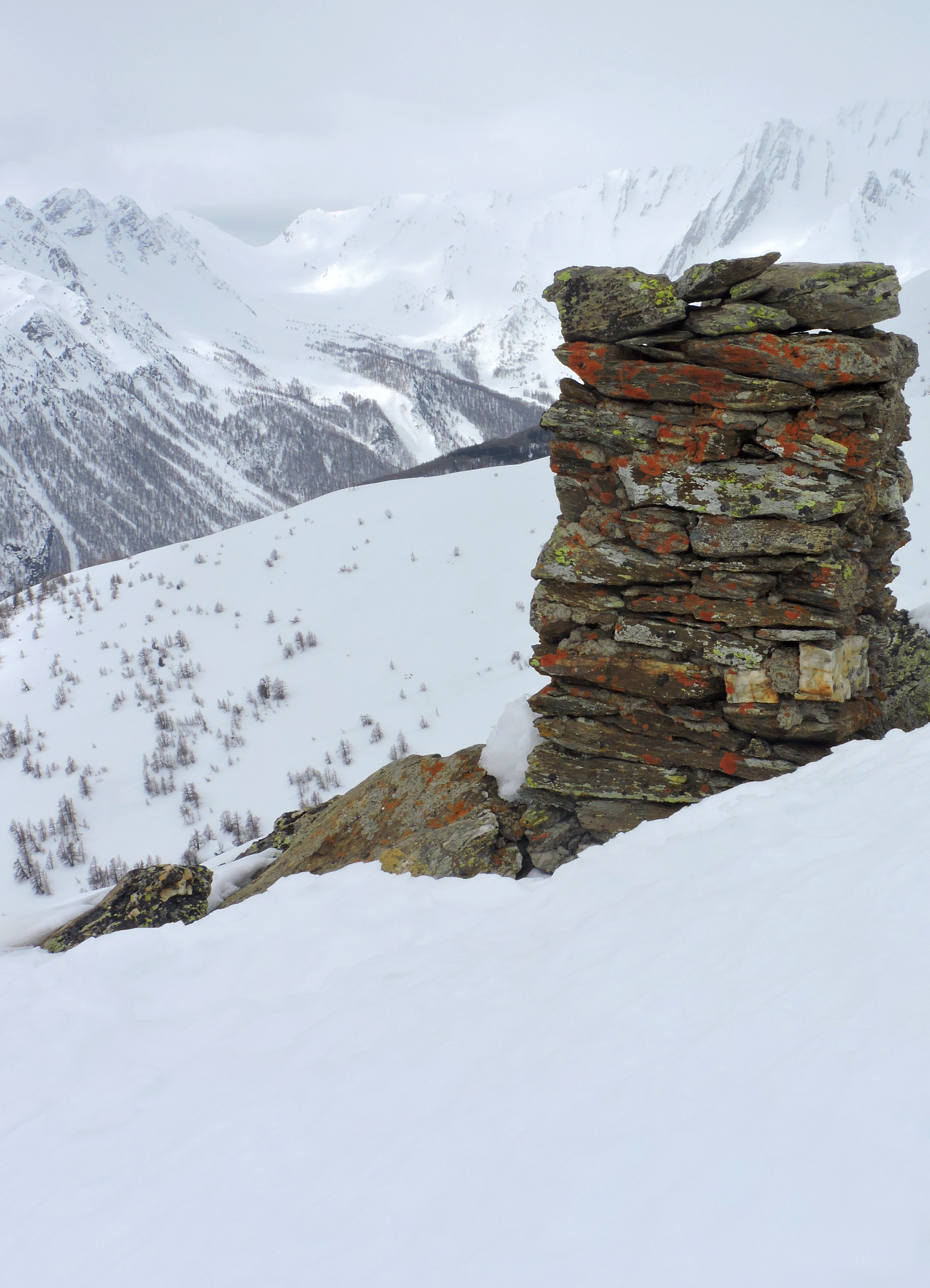
L'ometto a sud della cima

La montagna è l'ultima elevazione significativa del costolone che si stacca verso sud dalla catena principale alpina in corrispondenza della Punta di Barasson e divide il vallon de Menovy o de Menouve (a est) da quello di Barasson (a ovest). Una sella a quota 2438 m la divide dalla cresta meridionale della punta Barasson. La parte culminante del monte Paglietta è ampia e arrotondata ed è segnata da alcuni affioramenti di roccette. Poco a sud del punto culminante, su un panoramico poggio affacciato su Saint-Oyen, sorge un grosso ometto di pietrame. Dalla sommità, si gode di un ampio panorama che abbraccia numerose cime delle Alpi Pennine e alcune montagne delle Alpi Graie sul lato meridionale della Valle d'Aosta. Amministrativamente il monte Paglietta fa parte del comune di Etroubles.

## Ascesa alla vetta
La cima è facilmente accessibile per sentiero. Oltre che come meta dell'escursionismo estivo il monte Paglietta è noto come salita scialpinistica, considerata di difficoltà MS; può anche essere raggiunta con le racchette da neve. La parte bassa della salita si svolge in un bosco di larici.